# Fiat Tipo 6
Fiat Tipo 6 a fost un automobil de lux fabricat de Fiat între 1910 și 1914, cunoscut și sub denumirea de Fiat 50-60 CP. 
Modelul era echipat cu un motor cu aprindere prin scânteie de 9017 cm³, care dezvolta o putere de 75 CP, permițând atingerea unei viteze maxime de 110 km/h. Sistemul de aprindere utiliza un magnetou, iar transmisia era realizată prin intermediul unui cardan.
Tipo 6 a fost unul dintre cele mai luxoase automobile ale epocii și a înlocuit modelul Fiat 50 HP. A fost ulterior succedat de modelul Fiat 520 Superfiat.
Automobilul a fost exportat în principal pe piața din Statele Unite ale Americii.